# Lampetis kheili
Lampetis kheili es una especie de escarabajo del género Lampetis, familia Buprestidae. Fue descrita científicamente por Obenberger en 1924.